# Ročica (računalništvo)
V računalniškem programiranju je ročica ali oprimek abstraktna referenca na vir, ki se uporablja, ko se aplikacijska programska oprema sklicuje na bloke pomnilnika ali objekte, ki jih upravlja drug sistem, na primer zbirka podatkov ali operacijski sistem.
Ročica vira je lahko netransparenten identifikator, v tem primeru je pogosto celo število (pogosto matrični indeks v matriki ali »tabeli«, ki se uporablja za upravljanje te vrste vira) ali kazalec, ki omogoča dostop do nadaljnjih informacij. Pogoste ročice virov vključujejo datotečne deskriptorje, omrežne vtičnice, povezave z zbirkami podatkov, identifikatorje procesov (PID) in ID-je opravil. PID-ji in ID-ji opravil so izrecno vidna cela števila; čeprav so datotečni deskriptorji in vtičnice (ki so pogosto implementirani kot oblika datotečnega deskriptorja) predstavljeni kot cela števila, se običajno štejejo za netransparentne. V tradicionalnih izvedbah so datotečni deskriptorji indeksi v tabeli datotečnih deskriptorjev (na proces) in s tem v (sistemski) datotečni tabeli.